# Marais du Guadalquivir

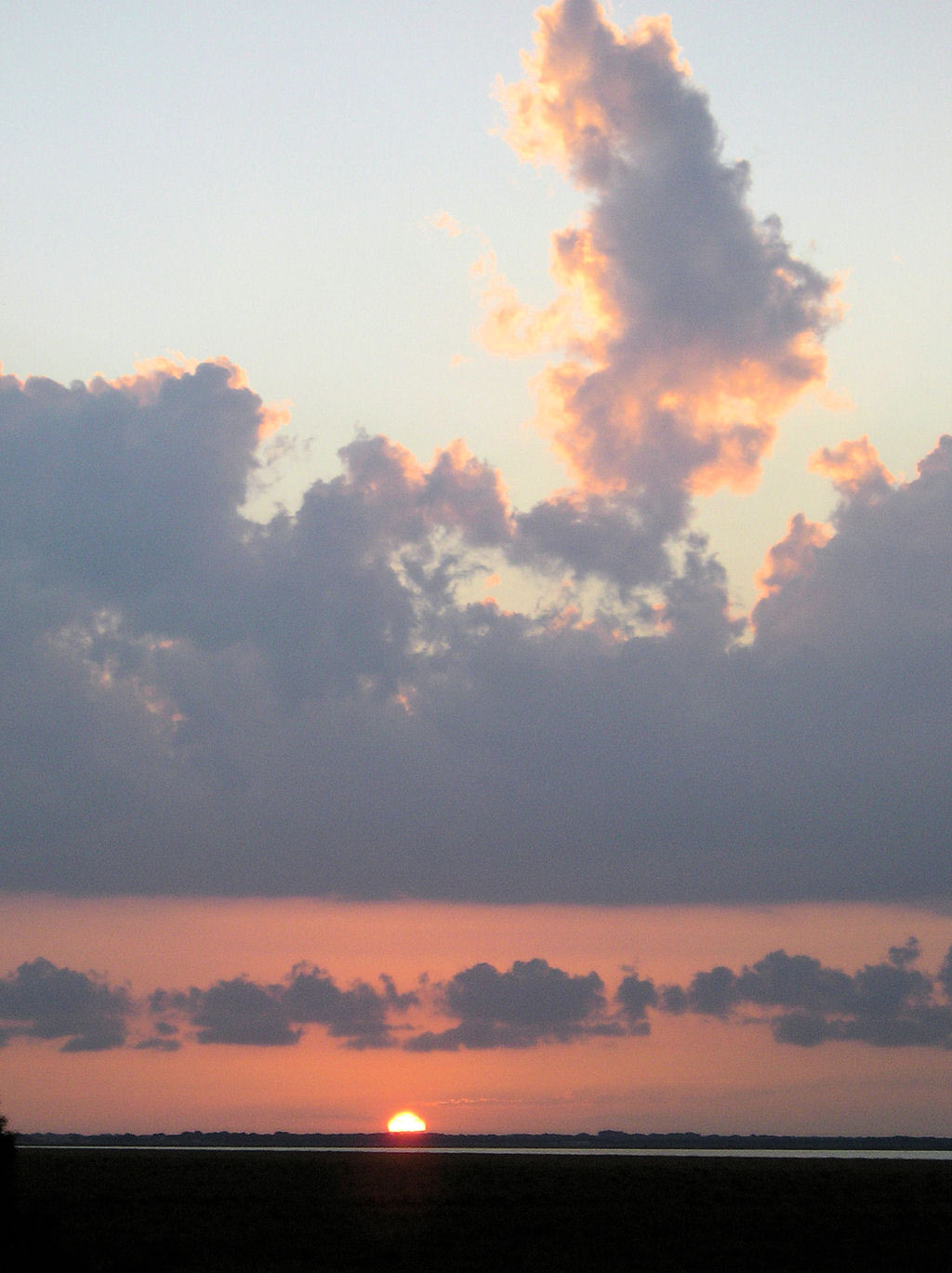
Coucher de soleil sur les marais du Guadalquivir, à Sanlúcar de Barrameda.

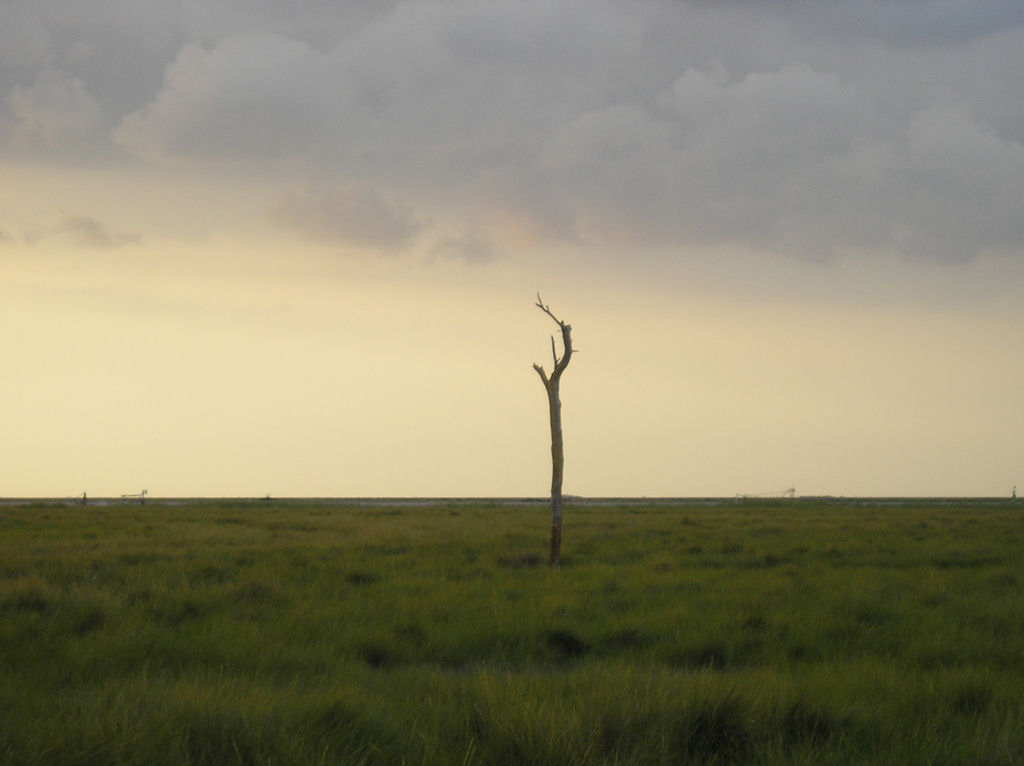
Vue des marais du Guadalquivir, à Sanlúcar de Barrameda.

Les Marais du Guadalquivir (Marismas del Guadalquivir) sont un ensemble de marais côtiers situés dans l'ancien estuaire du Guadalquivir en Espagne. Ils se répartissent sur les provinces andalouses de Cadix, Huelva et Séville.
D'une superficie d'environ 2 000 km², ces marismas occupent le site d'une ancienne anse littorale comblée par les dépôts alluvionnaires marins et fluviaux. Elles sont partiellement protégées au sein du Parc national de Doñana et du Parc naturel homonyme, qui jouit d'une protection moindre que le premier.

## Origine
Au début du Quaternaire s'est formé, dans cette zone du golfe, un Lacus Ligustinus (en), qui correspond à l'emplacement actuel des marais. En même temps a commencé à se former un cordon littoral sablonneux qui a peu à peu refermé le golfe en le transformant en lagune. Cette lagune s'est comblée d'apports fluviaux successifs, complétés par des alluvions d'origine marine apportés par les marées et tempêtes (sables, résidus de mollusques), ces phénomènes naturels parvenant à l'ensablement total de la zone.
L'avancée progressive des sables est parvenue à refermer, dans de nombreux cas, les embouchures de quelques ruisseaux et à compliquer leur drainage. Ce processus est à l'origine de lagunes localisées.
Une fois le lac comblé par les alluvions fluviales, sont apparus les marais, soumis à l'influence de la marée ainsi que des étiages et des crues du Guadalquivir. Sur les franges de terre ferme placées entre les marais et la mer à l'ouest de l'embouchure, se sont formées des zones de maquis méditerranéen et des cordons dunaires.

## Intervention humaine
L'activité humaine depuis la Préhistoire a provoqué une augmentation et une accélération de l'apport sédimentaire du Guadalquivir et de ses affluents. Cette intervention s'est accentuée depuis environ deux cents ans : le fleuve s'est vu soumis à une profonde transformation, de telle sorte que cet environnement est aujourd'hui le résultat de l'action conjointe de la nature et de la main de l'homme.
L'apparition de navires à fort tirant d'eau s'est accompagnée de difficultés de navigation sur le fleuve. Ces contraintes ont amené à supprimer les méandres caractéristiques de la zone. C'est en 1794 que fut exécutée la première opération de ce genre. Depuis cette date, le cours du Guadalquivir, de l'embouchure à Séville, a été ramené de 120 à 80 km. Pour les mêmes raisons, le bras principal du fleuve a été canalisé, puis dragué a plusieurs reprises. 
Au XXe siècle, la pression des milieux économiques s'est accentuée pour obtenir l'assèchement des marais, en avançant des arguments d'hygiène et de santé publiques. L'assèchement des marais répondait à des projets économiques visant à consacrer les terres ainsi gagnées à des activités agricoles, salicoles ou à l'urbanisation. Les conséquences en ont été l'amputation de bras latéraux du Guadalquivir et la construction de digues et de systèmes de drainage. En outre, le bassin du fleuve a souffert de transformations, à travers la mise en place d'un système de régulation et d'utilisation de l'eau, qui a radicalement modifié le régime hydrologique du Guadalquivir, en réduisant ses étiages et en éliminant ses crues.

## Faune

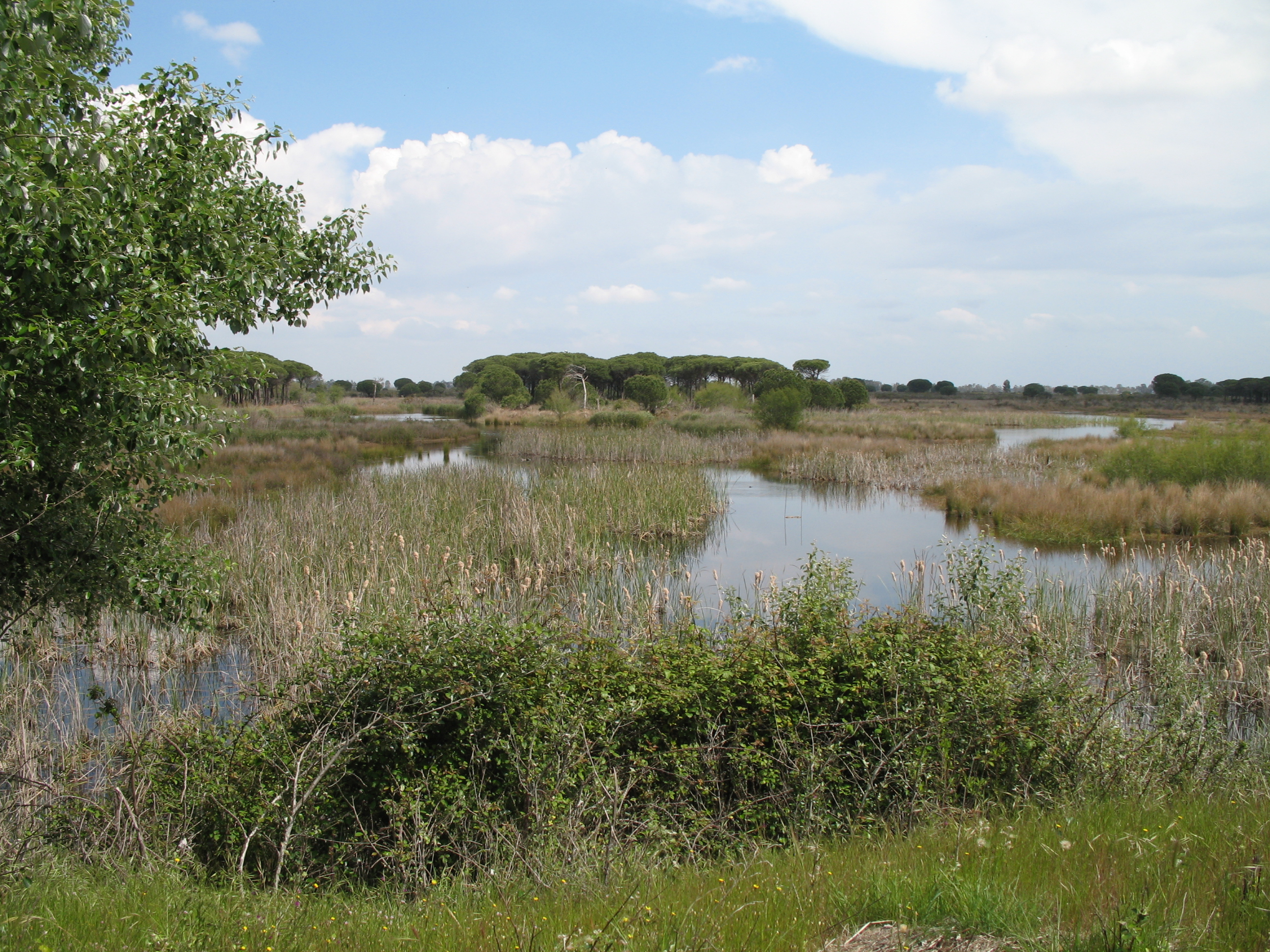
La marisma

La marisma constitue un écosystème d'une grande richesse, dans lequel plus de cent cinquante espèces d'oiseaux trouvent un refuge lors de leurs migrations ou pour hiverner. Cent vingt-cinq autres espèces vivent dans ce milieu de manière permanente.  Les cimes des chênes-lièges et autres arbres constituent de véritables volières qui symbolisent la zone des marais de Doñana et leur imposante vie animale.
Dans les eaux profondes se distinguent les oiseaux piscivores, tels que le grèbe huppé, le cormoran et le goéland. Dans les eaux moins profondes évoluent de nombreuses espèces typiques des zones de marais du parc national de Doñana. On y rencontre en nombre le flamant, l'échasse blanche, l'avocette, la sarcelle cannelle, l'oie, la cigogne blanche ou encore la cigogne noire. Ces espèces sont vulnérables au saturnisme animal acquis par ingestion de grenaille de plomb de chasse ou de pêche.
La faune marine y est également très développée, dominée par des espèces propres aux milieux côtiers sablonneux. On recense dans la marisma l'anguille, le sábalo, l'ablette, la carpe, la limande, la sole, le bar, l'athérine, la crevette et l'esturgeon, réintroduit depuis quelques années.

## Exploitation économique
La marisma est restée durant des siècles en marge de l'activité économique en raison de son environnement inhospitalier.

### Élevage

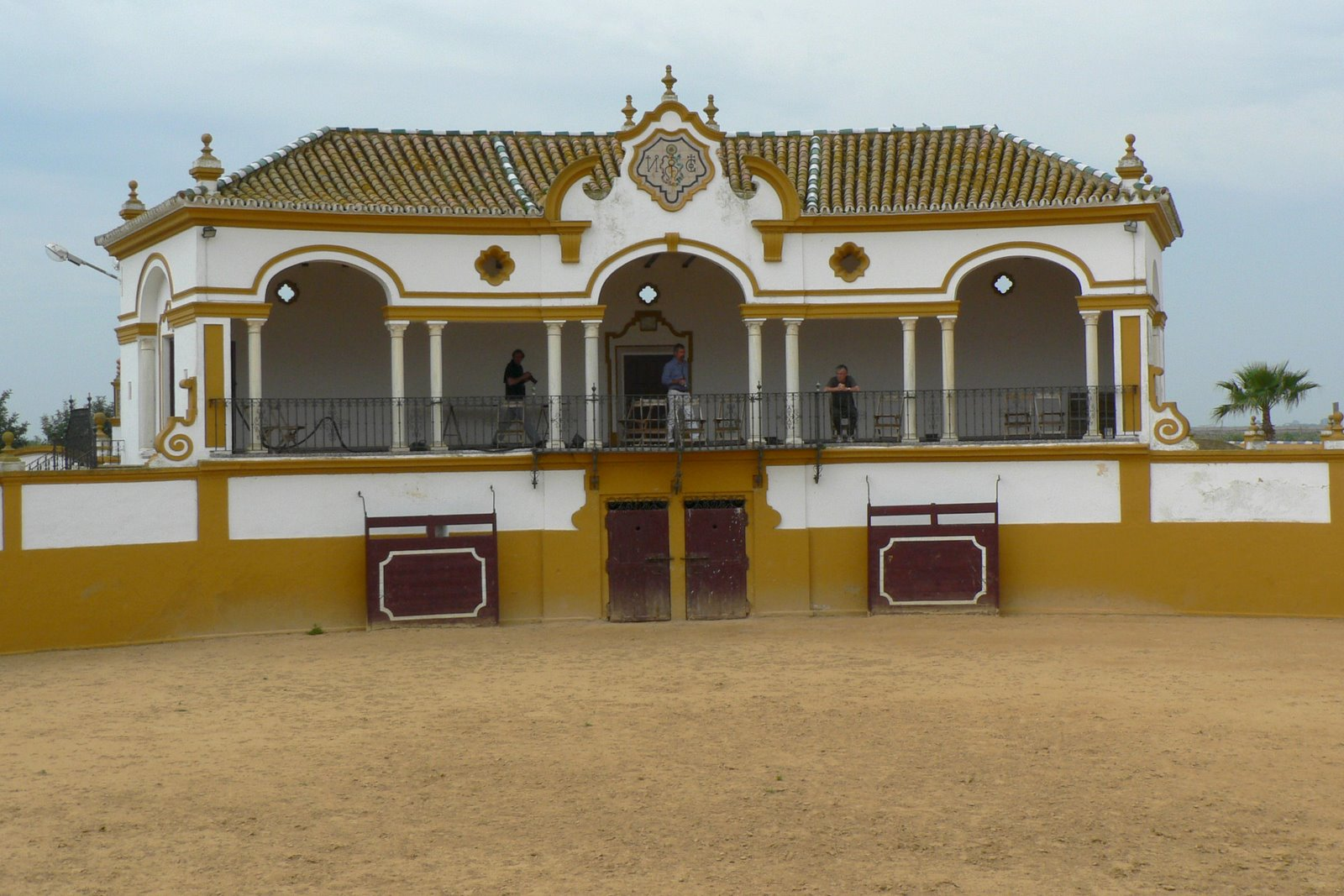
Arènes de la propriété Isla Mínima del Guadalquivir.

Le lien entre la marisma et le bétail bovin est très ancienne : les chroniqueurs classiques évoquaient déjà les troupeaux qui s'y épanouissaient dans le royaume de Tartessos, sur le site actuel des marais. Au XVIIIe siècle commencent à se constituer les ganaderías bravas, qui s'approprient les anciens troupeaux sauvages et les élèvent dans la marisma, berceau du toro de lidia en Andalousie.
À l'heure actuelle, très peu de troupeaux de toros bravos continuent à paître dans les marais. L'utilisation de ces terrains à des fins agricoles, pour le riz essentiellement, a entraîné le déplacement des toros vers des zones de prairies boisées (dehesas) et de maquis.

### Pêche
Jusqu'aux années 1960, les marais étaient exploités pour la pêche à l'esturgeon. Après la disparition de l'espèce, aujourd'hui réintroduite, l'activité halieutique est principalement centrée sur la pêche artisanale à la civelle (larve de l'anguille d'Europe, en forte voie de régression) et à la crevette.

### Riziculture
La culture du riz dans la province de Séville - première région productrice d'Espagne - se concentre sur la rive droite du Guadalquivir, sur le territoire des communes d'Isla Mayor, de La Puebla del Río, de Coria del Río, de Los Palacios y Villafranca et de Villamanrique de la Condesa. La superficie consacrée à cette activité atteint 28 000 hectares, où sont récoltés 310 000 tonnes annuelles, ce chiffre représentant 40 % de la production espagnole.
La riziculture a été introduite dans la région dans les années 1920, et a provoqué l'arrivée de nombreux agriculteurs valenciens, experts en la matière. À Isla Mayor, commune rizière par excellence, le riz est la seule culture possible et la seule source de revenu et d'emploi avec la pêche au crabe des rizières.